# Giải bóng đá vô địch quốc gia Síp
Giải bóng đá vô địch quốc gia Síp (tiếng Hy Lạp: Πρωτάθλημα Α΄ Κατηγορίας), còn được gọi là Giải bóng đá Síp Stoiximan vì lý do tài trợ, là một giải bóng đá chuyên nghiệp tại Síp và là giải đấu cấp độ cao nhất của hệ thống giải bóng đá Síp. Được điều hành bởi Hiệp hội bóng đá Síp, giải đấu có sự tham gia của 14 đội và diễn ra từ tháng 8 đến tháng 5 năm sau, với ba đội xếp hạng thấp nhất sẽ xuống Giải hạng nhì Síp và được thay thế bằng ba đội đứng đầu của giải đấu đó.

## Danh sách nhà vô địch
| Mùa giải  | Vô địch (lần)                   | Á quân                          |
| --------- | ------------------------------- | ------------------------------- |
| 1934–35   | Trust (1)                       | Çetinkaya Türk                  |
| 1935–36   | APOEL (1)                       | Trust                           |
| 1936–37   | APOEL (2)                       | Trust                           |
| 1937–38   | APOEL (3)                       | Trust                           |
| 1938–39   | APOEL (4)                       | EPA Larnaca                     |
| 1939–40   | APOEL (5)                       | Pezoporikos Larnaca             |
| 1940–41   | AEL Limassol (1)                | APOEL                           |
| 1941–44   | Bị đình chỉ do Thế chiến thứ II | Bị đình chỉ do Thế chiến thứ II |
| 1944–45   | EPA Larnaca (1)                 | APOEL                           |
| 1945–46   | EPA Larnaca (2)                 | APOEL                           |
| 1946–47   | APOEL (6)                       | EPA Larnaca                     |
| 1947–48   | APOEL (7)                       | AEL Limassol                    |
| 1948–49   | APOEL (8)                       | Anorthosis Famagusta            |
| 1949–50   | Anorthosis Famagusta (1)        | EPA Larnaca                     |
| 1950–51   | Çetinkaya Türk (1)              | APOEL                           |
| 1951–52   | APOEL (9)                       | EPA Larnaca                     |
| 1952–53   | AEL Limassol (2)                | Pezoporikos Larnaca             |
| 1953–54   | Pezoporikos Larnaca (1)         | APOEL                           |
| 1954–55   | AEL Limassol (3)                | Pezoporikos Larnaca             |
| 1955–56   | AEL Limassol (4)                | APOEL                           |
| 1956–57   | Anorthosis Famagusta (2)        | Pezoporikos Larnaca             |
| 1957–58   | Anorthosis Famagusta (3)        | Pezoporikos Larnaca             |
| 1958–59   | không tổ chức                   | không tổ chức                   |
| 1959–60   | Anorthosis Famagusta (4)        | Omonia                          |
| 1960–61   | Omonia (1)                      | Anorthosis Famagusta            |
| 1961–62   | Anorthosis Famagusta (5)        | Omonia                          |
| 1962–63   | Anorthosis Famagusta (6)        | APOEL                           |
| 1963–64   | Giải vô địch bị bỏ rơi          | Giải vô địch bị bỏ rơi          |
| 1964–65   | APOEL (10)                      | Olympiakos Nicosia              |
| 1965–66   | Omonia (2)                      | Olympiakos Nicosia              |
| 1966–67   | Olympiakos Nicosia (1)          | APOEL                           |
| 1967–68   | AEL Limassol (5)                | Omonia                          |
| 1968–69   | Olympiakos Nicosia (2)          | Omonia                          |
| 1969–70   | EPA Larnaca (3)                 | Pezoporikos Larnaca             |
| 1970–71   | Olympiakos Nicosia (3)          | Digenis Morphou                 |
| 1971–72   | Omonia (3)                      | EPA Larnaca                     |
| 1972–73   | APOEL (11)                      | Olympiakos Nicosia              |
| 1973–74   | Omonia (4)                      | Pezoporikos Larnaca             |
| 1974–75   | Omonia (5)                      | Enosis Neon Paralimni           |
| 1975–76   | Omonia (6)                      | APOEL                           |
| 1976–77   | Omonia (7)                      | APOEL                           |
| 1977–78   | Omonia (8)                      | APOEL                           |
| 1978–79   | Omonia (9)                      | APOEL                           |
| 1979–80   | APOEL (12)                      | Omonia                          |
| 1980–81   | Omonia (10)                     | APOEL                           |
| 1981–82   | Omonia (11)                     | Pezoporikos Larnaca             |
| 1982–83   | Omonia (12)                     | Anorthosis Famagusta            |
| 1983–84   | Omonia (13)                     | Apollon Limassol                |
| 1984–85   | Omonia (14)                     | APOEL                           |
| 1985–86   | APOEL (13)                      | Omonia                          |
| 1986–87   | Omonia (15)                     | APOEL                           |
| 1987–88   | Pezoporikos Larnaca (2)         | APOEL                           |
| 1988–89   | Omonia (16)                     | Apollon Limassol                |
| 1989–90   | APOEL (14)                      | Omonia                          |
| 1990–91   | Apollon Limassol (1)            | Anorthosis Famagusta            |
| 1991–92   | APOEL (15)                      | Anorthosis Famagusta            |
| 1992–93   | Omonia (17)                     | Apollon Limassol                |
| 1993–94   | Apollon Limassol (2)            | Anorthosis Famagusta            |
| 1994–95   | Anorthosis Famagusta (7)        | Omonia                          |
| 1995–96   | APOEL (16)                      | Anorthosis Famagusta            |
| 1996–97   | Anorthosis Famagusta (8)        | Apollon Limassol                |
| 1997–98   | Anorthosis Famagusta (9)        | Omonia                          |
| 1998–99   | Anorthosis Famagusta (10)       | Omonia                          |
| 1999–2000 | Anorthosis Famagusta (11)       | Omonia                          |
| 2000–01   | Omonia (18)                     | Olympiakos Nicosia              |
| 2001–02   | APOEL (17)                      | Anorthosis Famagusta            |
| 2002–03   | Omonia (19)                     | Anorthosis Famagusta            |
| 2003–04   | APOEL (18)                      | Omonia                          |
| 2004–05   | Anorthosis Famagusta (12)       | APOEL                           |
| 2005–06   | Apollon Limassol (3)            | Omonia                          |
| 2006–07   | APOEL (19)                      | Omonia                          |
| 2007–08   | Anorthosis Famagusta (13)       | APOEL                           |
| 2008–09   | APOEL (20)                      | Omonia                          |
| 2009–10   | Omonia (20)                     | APOEL                           |
| 2010–11   | APOEL (21)                      | Omonia                          |
| 2011–12   | AEL Limassol (6)                | APOEL                           |
| 2012–13   | APOEL (22)                      | Anorthosis Famagusta            |
| 2013–14   | APOEL (23)                      | AEL Limassol                    |
| 2014–15   | APOEL (24)                      | AEK Larnaca                     |
| 2015–16   | APOEL (25)                      | AEK Larnaca                     |
| 2016–17   | APOEL (26)                      | AEK Larnaca                     |
| 2017–18   | APOEL (27)                      | Apollon Limassol                |
| 2018–19   | APOEL (28)                      | AEK Larnaca                     |
| 2019–20   | Giải vô địch bị hủy bỏ          | Giải vô địch bị hủy bỏ          |
| 2020–21   | Omonia (21)                     | Apollon Limassol                |
| 2021–22   | Apollon Limassol (4)            | AEK Larnaca                     |
| 2022–23   | Aris Limassol (1)               | APOEL                           |
| 2023–24   | APOEL (29)                      | AEK Larnaca                     |
| 2024–25   | Pafos (1)                       | Aris Limassol                   |

## Thống kê
| Câu lạc bộ            | Vô địch | Á quân | Mùa giải vô địch |
| --------------------- | ------- | ------ | --- |
| APOEL                 | 29      | 21     | 1935–36, 1936–37, 1937–38, 1938–39, 1939–40, 1946–47, 1947–48, 1948–49, 1951–52, 1964–65, 1972–73, 1979–80, 1985–86, 1989–90, 1991–92, 1995–96, 2001–02, 2003–04, 2006–07, 2008–09, 2010–11, 2012–13, 2013–14, 2014–15, 2015–16, 2016–17, 2017–18, 2018–19, 2023–24 |
| Omonia                | 21      | 16     | 1960–61 , 1965–66, 1971–72, 1973–74, 1974–75, 1975–76, 1976–77, 1977–78, 1978–79, 1980–81, 1981–82, 1982–83, 1983–84, 1984–85, 1986–87, 1988–89, 1992–93, 2000–01, 2002–03, 2009–10, 2020–21                                                                        |
| Anorthosis            | 13      | 10     | 1949–50, 1956–57, 1957–58, 1959–60, 1961–62, 1962–63, 1994–95, 1996–97, 1997–98, 1998–99, 1999–2000, 2004–05, 2007–08 |
| AEL Limassol          | 6       | 2      | 1940–41, 1952–53, 1954–55, 1955–56, 1967–68, 2011–12 |
| Apollon Limassol      | 4       | 6      | 1990–91, 1993–94, 2005–06, 2021–22 |
| EPA Larnaca           | 3       | 5      | 1944–45, 1945–46, 1969–70 |
| Olympiakos Nicosia    | 3       | 4      | 1966–67, 1968–69, 1970–71 |
| Pezoporikos           | 2       | 8      | 1953–54, 1987–88 |
| Trust                 | 1       | 3      | 1934–35 |
| Aris Limassol         | 1       | 1      | 2022–23 |
| Çetinkaya Türk        | 1       | 1      | 1950–51 |
| Pafos                 | 1       | —      | 2024–25 |
| AEK Larnaca           | —       | 6      | – |
| Digenis Morphou       | —       | 1      | – |
| Enosis Neon Paralimni | —       | 1      | |

Tỷ lệ (%)